# Dornbock
Dornbock ist ein Ortsteil der gleichnamigen Ortschaft der Gemeinde Osternienburger Land im Landkreis Anhalt-Bitterfeld in Sachsen-Anhalt, (Deutschland).

## Geografie
Dornbock liegt zwischen Dessau-Roßlau und Bernburg (Saale) im Biosphärenreservat Mittelelbe.
Die Ortschaft Dornbock bildet sich durch die Ortsteile Bobbe und Dornbock.

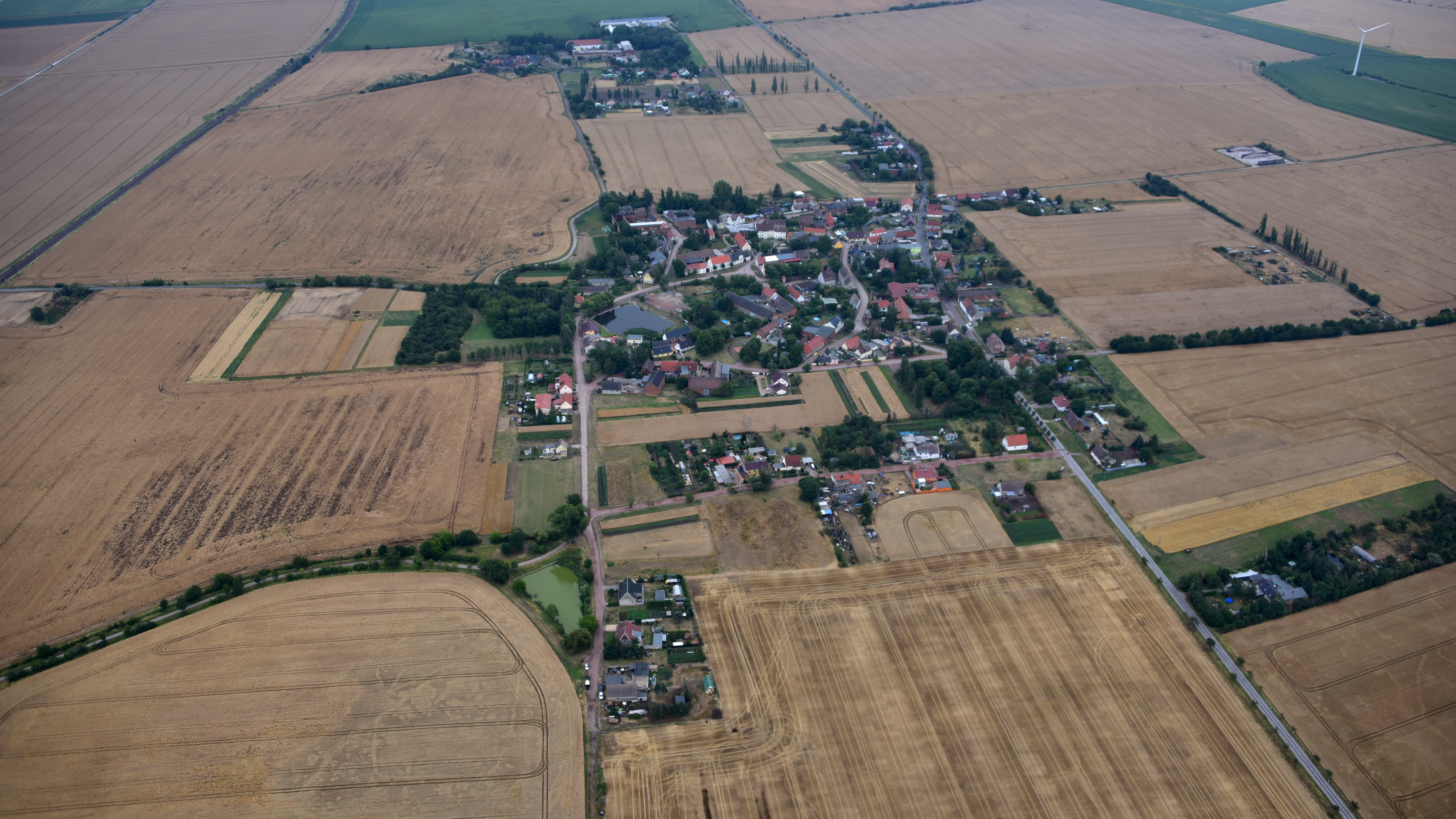
Dornbock, Luftaufnahme (2019)

## Geschichte
Dornbock wurde erstmals im Jahr 1360 urkundlich erwähnt.
Am 1. Oktober 1961 wurde die bis dahin eigenständige Gemeinde Bobbe nach Dornbock eingemeindet.
Am 1. Januar 2010 schlossen sich die bis dahin selbstständigen Gemeinden Dornbock, Chörau, Diebzig, Zabitz, Drosa, Elsnigk, Großpaschleben, Kleinpaschleben, Libbesdorf, Micheln, Osternienburg, Reppichau, Trinum und Wulfen zur Einheitsgemeinde Osternienburger Land zusammen. Gleichzeitig wurde die Verwaltungsgemeinschaft Osternienburg, zu der diese Gemeinden gehörten, aufgelöst.

## Politik

### Ortschaftsrat
Als Ortschaft der Einheitsgemeinde Osternienburger Land übernimmt ein so genannter Ortschaftsrat die Wahrnehmung der speziellen Interessen des Ortes innerhalb bzw. gegenüber den Gemeindegremien. Er wird aus fünf Mitgliedern gebildet.

### Bürgermeister
Der letzte Bürgermeister der Gemeinde Dornbock war Norbert Krieg.
Als weiteres ortsgebundenes Organ fungiert der Ortsbürgermeister, dieses Amt wird zurzeit von Karl-Heinz Schleicher wahrgenommen.

### Wappen
Blasonierung: „Geviert von Rot und Silber; Feld 1 und 4 ein halber silberner Bock, Feld 2 und 3 eine rote Rose.“
Das Wappen von Dornbock hat ein sogenanntes redendes Wappen, das 1995 vom Magdeburger Kommunalheraldiker Jörg Mantzsch gestaltet wurde.

### Flagge
Die Flagge ist weiß - rot (1:1) längsgestreift und das Wappen ist mittig auf die Flagge aufgelegt.

## Wirtschaft und Infrastruktur

### Verkehr
Südlich von Dornbock verläuft die Bundesstraße 185, die in diesem Abschnitt die Städte Bernburg (Saale) und Köthen (Anhalt) verbindet.
Östlich von Dornbock verläuft die Bahnstrecke Magdeburg–Leipzig. Nächstgelegene Haltepunkte sind Sachsendorf (b Calbe) und Wulfen (Anh).